# Трофей Хармона
Трофей Хармона — три международных трофея, которые ежегодно получают лучший лётчик (лётчица), а также воздухоплаватель (аэростат или дирижабль). Четвёртый трофей, «соотечественник», присуждался с 1926 по 1938 год наиболее выдающимся лётчикам из двадцати одной страны-участницы; награждение было возобновлено в 1946—1948 годах с целью наградить американцев, которые внесли вклад в авиацию. Награда была учреждена в 1926 году Клиффордом Хармоном — состоятельным лётчиком.
Сам Клиффорд так описывал награду: «американские награды за наиболее выдающиеся международные достижения в области искусства и/или науки воздухоплавания за предыдущий год, причём в первую очередь учитывается искусство полёта».

## Вторая мировая война и смерть Хармона
До Второй мировой войны вручение награды находилось в ведении организации Международная Лига Авиаторов (фр. Ligue Internationale Des Aviateurs), основанной Хармоном в качестве «посредника по вопросам мира и национальной безопасности». Лига перестала существовать во время войны, а смерть Хармона 25 июня 1945 года в Каннах привела к прекращению награждений. Хармон оставил 55 000 долларов из своего имущества для «бессрочного финансирования награждений», но родственники Хармона оспорили завещание. Наконец, инвестиционный фонд в размере $ 48 431 был создан в 1948 году.
В период награждений шли судебные процессы (1945—1948), американское подразделение Лиги удостоило награды «Международной Авиации» тройку лидеров авиации США, однако, поскольку награждение не было согласовано с другими подразделениями Лиги, то с технической точки зрения они были недействительны. Кроме того, эти три награды были вручены без учёта «искусства полёта» и вручались лидерам авиационной промышленности, а не за превосходные достижения в авиации. Так, сотрудники президента Гарри Трумэна подвергли сомнению награждение Александра Николаевича Прокофьев-Северского, госсекретарь ВВС Стюарт Саймингтон заявил, что «он [Александр Николаевич] не сделал абсолютно ничего, чтобы её заслужить». Трумэн также не дал возможности в 1948 году представить к награде Ральфа Дэймона (англ. Ralph Damon) — генерального директора авиакомпании США Trans World Airlines — и бразильского пионера авиации — Франсиско Пинатари (англ. Francisco Pignatari). В 1946 году Трофеем был награждён президент Pan American World Airways Хуан Триппе — единственный, чья кандидатура не вызвала споров.
С 1997 или 1998 года награждение осуществляла Национальная авиационная ассоциация (кирил. НАА или лат. NAA от англ. National Aeronautic Association). Вручался только «Трофей воздухоплавания».
Попечители долго не могли найти общего мнения относительно космических полётов. По решению суда присуждаться могло лишь три трофея, и первоначальным решением попечителей было: «подвиги пилотирования в околоземной орбите или в космических аппаратах будут рассматриваться при присуждении награды при условии, если транспортные средства находятся под контролем пилотов, а не дистанционного управления». Консультативный комитет посоветовал чередовать награждения между аэронавтами и космонавтами, но попечители приняли решение награждать «трофеем авиатора» лётчиков и космонавтов. Пятая награда была создана в 1969 году в честь достижений в космическом полёте.
Несколько «трофеев лётчиц» в 1980—1990-е годы были присуждены Международной ассоциации женщин-пилотов «Девяносто девять» на основе исследования, проведённого Фэй Джиллис Уэлс. Исследование не было согласовано ни с НАА, ни со Смитсоновским институтом.
Оригинальные награды были бронзовыми статуэтками высотой 24 дюйма (~61 см). «Трофей Авиатора» изображает лётчика-аса Рауля Люфбери Жерве Первой мировой войны, запускающего биплан, расположенного рядом с орлом, чтобы поймать его за крыло. Статуэтка была создана скульптором Балканской Принцессы — Руманбона Мдивани (англ. Roumanbona M'Divani). Смитсоновский институт приобрёл «Трофей Авиатора» в 1950 году у попечителей Клиффорда Хармона. «Трофей Авиатора» (справа) изображает крылатую богиню, прижимающую сокола с распростёртыми крыльями. «Трофей Воздухоплавателя» был потерян в Германии между маем 1940 и октябрём 1953 года и, как считалось, был продан как металлолом. В три фута высотой (1,0 метр), 150-фунтовая (68,0 кг) статуя из пяти лётчиков, держащих земной шар на своих плечах, была найдена на свалке и затем возвращена в Смитсоновский институт после презентации награды в 1952 году.

## Список лауреатов премии
Ниже приведён список, составленный из нескольких источников. Категории «авиатор», «соотечественник» и «космонавт» централизованно не описаны. НАА и Национальный музей авиации и космонавтики — музей Смитсоновского института — пытались собрать полный список в связи с сотой годовщиной НАА в 2005 году, однако этот проект не был завершён из-за утери документов.
| Год         | Авиатор | Лётчица                                                              | Воздухоплаватель | Соотечественник (до 1949) см. ниже Астронавты с 1967 года. |
| ----------- | --- | -------------------------------------------------------------------- | --- | --- |
| 1926        | Подполковник Жорж Пельтье д'Уази, Франция | Нет награждений                                                      | Генерал Умберто Нобиле, Италия | - Ширли Шорт, США; - Командир Хироси Абэ, Япония; - Майор Марио Де Бернарди, Италия |
| 1927        | Полковник Чарльз Линдберг, США | Леди Мэри Бейли, Великобритания                                      | Командир Чарльз Эмери Розендал, США | |
| 1928        | Полковник Артуро Феррарин, Италия | Леди Мэри Бейли, Великобритания                                      | Доктор Хуго Эккенер, Германия | - Карл Эйлсон; - Чарльз Кингсфорд-Смит, Австралия |
| 1929        | Майор Дьёдонне Кост, Франция | Мисс Уинифред Спунер, Великобритания                                 | Доктор Хуго Эккенер, Германия | - Майор Джеймс Дулиттл, США; - Хью Гросвенор, Австралия |
| 1930        | Майор Дьёдонне Кост, Франция | Мисс Эми Джонсон, Великобритания                                     | - Доктор Хуго Эккенер, Германия (дирижабль); - Вард Ван Орман, США (аэростат)                                                                                | - Лейтенант-коммандер Фрэнк Хоукс; - Лейтенант Карлос де Гая Гонзалес, Испания; - Чарльз Кингсфорд-Смит, Австралия |
| 1931        | Маршал авиации Итало Бальбо, Италия | Миссис Мариза Бастье, Франция                                        | - доктор Хуго Эккенер, Германия (дирижабль); - профессор Огюст Пиккар, Швейцария (аэростат)                                                                  | - Клайд Пэнгборн, США; - Хью Херндон, США; - Рут Николс, США; - коммодор авиации Чарльз Кингсфорд-Смит, Австралия; - Берт Хинклер, Великобритания; - Эми Джонсон, Великобритания; - Пегги Сэламан, Великобритания; - капитан Вольфганг фон Гронау, Германия; - Марга фон Эцдорф, Германия. |
| 1932        | Вольфганг фон Гронау, Германия | Миссис Амелия Эрхарт, США                                            | - Профессор Огюст Пиккар, Швейцария (аэростат); - Капитан Эрнст Август Леман (дирижабль)                                                                     | - Роскоу Тёрнер, США; - Уоррен Уильямс, США (дирижабль); - Лейтенант-коммандер Чарльз Эмери Розендал, США (дирижабль); - Лейтенант Томас Сеттл, США (аэростат); - Лейтенант Карлос де Гая Гонзалес, Испания |
| 1933        | Уайли Пост, США | Марис Илиц, Франция                                                  | - Лейтенант-коммандер Томас Сеттл, США (аэростат); - Доктор Хуго Эккенер, Германия (дирижабль)                                                               | - Миссис Энн Линдберг, США; - Лейтенант-коммандер Чарльз Эмери Розендал, США (дирижабль); - Лейтенант-коммандер Томас Сеттл, США (аэростат); - Франческо Аджелло, Италия; - Мариано Барберан, Испания (посмертно); - Герберт Цукурс, Латвия; - Хоакин Коллар, Испания (посмертно) |
| 1934        | Чарльз Уильям Андерсон Скотт, Великобритания | - Элен Буше, Франция (посмертно)                                     | - Капитан Эрнст Август Леман, Германия (дирижабль); - Г-жа Дженнетт Пиккард, Швейцария (США) (аэростат)                                                      | - Мисс Лора Ингаллс, США; - Дин Смит, США; - Лейтенант-коммандер Герберт Уайли, США (дирижабль); - Майор Уильям Кепнер, США (аэростат); - Эдгардо Боннет, Аргентина; - Мария Лелуар де Удаондо, Аргентина; - Чарльз Кингсфорд-Смит, Австралия; - Тедди Франшомм, Эрнест Демюйте, мадемуазель С. Липпен, Бельгия; - Майкл Хансен, Дания; - У. Макела, Финляндия; - Жан Мермо, Франция; - Реймон Делмотт, Франция; - Жермен Бонне, Франция; - Хайни Диттмар, Германия; - Ханс Курт Флеминг, Германия; - Элли Байнхорн, Германия; - К. Д. Парментир, Голландия; - Франческо Аджелло, Италия; - Момосабуро Синно, Япония; - Чоко Мабучи, Япония; - Кикуко Мацумото, Япония; - Капитан Ежи Баян, Польша; - Францишек Хынек, Польша; - Умберту да Крус, Португалия; - Херман Барон, Сальвадор; - Луанг Прунг Пречакас, Таиланд; - Рамон Торрес, Испания; - Вальтер Миттельхольцер, Швейцария |
| 1935        | КВС Эд Мусик, США | - Джин Баттен, Великобритания (Новая Зеландия); - Амелия Эрхарт, США | - Капитан Орвил Арсон Андерсон, США; - Капитан Альберт Вильям Стивенс, США (аэростат); - Капитан Ганс фон Шиллер, Германия (дирижабль)                       | - Арнольд Луз-Корсверм (англ. Arnold Looz-Corswarem), Бельгия; - Мишель Хансен, Дания; - Капитан Гарри Фрэнк Бродбент, Великобритания; - Андре Жапу, Франция; - Берта Алиш (англ. Bertha Alisch), Германия; - Элли Байнхорн, Германия; - Марио Стоппани, Италия; - Казимиро Бабби, Италия; - Маркеса Карина Негроне, Италия; - Ходжа Дзенитис, Литва; - Гомеш Намораду, Португалия; - Хуан Игнасио Помбо, Испания |
| 1936        | Говард Хьюз, США | - Джин Баттен, Великобритания (Новая Зеландия)                       | - Капитан Эрнст Август Леман, Германия; - Эрнст Де Майтер (Ernest De Muyter), Бельгия                                                                        | - Миссис Луиза Таден, США; - Джеймс Даймонд (англ. James Diamond), США; - Карл Гётце (младший), Германия |
| 1937        | Дик Меррилл, США | - Джин Баттен, Великобритания (Новая Зеландия)                       | Нет награждений | - Мисс Жаклин Кокран, США; - Говард Хьюз, США |
| 1938        | Говард Хьюз, США | Жаклин Кокран, США                                                   | Нет награждений | - Подполковник Роберт Олдс, США (почётный диплом); - Роскоу Тёрнер, США; - Капитан Келлет и команда, Великобритания; - Майкл Хансен (англ. Michael Hansen), Дания; - Морис Росси, Франция; - Элизабет Лайон (фр. Elizabeth Lion), Франция; - Капитан Альфред Хенкс (англ. Alfred Henks), Германия; - Ханна Райч, Германия; - Подполковник Марио Пецци, Италия; - Майор Юзо Фудзита (яп. Yuzo Fujita), Япония; - Капитан Виктор Эглитис, Латвия; - Виктор Альфредо Лара (порт. Victor Alfredo Lara), Сан-Сальвадор; - Майор Тоннард (нидерл. Tonnard), Бельгия (аэростат); - Капитан Макс Прусс, Германия (дирижабль); - Капитан Антони Януш, Польша (аэростат) |
| 1939        | Майор Александр Николаевич Прокофьев-Северский, США                                                                                                   | Жаклин Кокран, США                                                   | Нет награждений | |
| 1945        | |                                                                      | | Франсиско Пинатари, Бразилия |
| 1946        | |                                                                      | | Хуан Триппе, США |
| 1947        | |                                                                      | | Александр Николаевич Прокофьев-Северский, США |
| 1948        | |                                                                      | | Ральф С. Дэймон (англ. Ralph S. Damon) |
| 1949        | |                                                                      | | Луис Артур Джонсон |
| 1940 — 1949 | - Генерал-лейтенант Джеймс Дулиттл, США; - Джеффри Де Хэвиленд, Великобритания (посмертно); - Капитан Чарльз Элвуд Йегер, США                         | - Жаклин Кокран, США; - Полин Гауэр, Великобритания (посмертно)      | - Вице-адмирал Чарльз Эмери Розендал, США; - Чарльз Доллфус, Франция (почётное упоминание); - Лейтенант Говард Уолтон, США (посмертно) (почётное упоминание) | |
| 1950        | Полковник Дэвид Шиллинг, США | Нет награждений                                                      | Нет награждений | Номинация «соотечественники» отменена в 1949 году |
| 1951        | Капитан Чарльз Блэр (младший), США | Жаклин Ориоль, Франция                                               | Лейтенант Карл Дж. Сейберлих, США | |
| 1952        | Полковник Бернт Балхен, США (уроженец Норвегии) | Жаклин Ориоль, Франция                                               | Уолтер Л. Массик, США | |
| 1953        | Майор Чарльз Элвуд Йегер, США | Жаклин Кокран, США                                                   | Нет награждений | |
| 1954        | Майор Чарльз Элвуд Йегер, США | Жаклин Кокран, США                                                   | Нет награждений | |
| 1955        | Капитан группы Джон Каннингем, Великобритания | Жаклин Ориоль, Франция                                               | Лейтенант-коммандер Чарльз А. Миллс, США | |
| 1956        | Подполковник Фрэнк Эверест младший, США | Жаклин Ориоль, Франция                                               | - Лейтенант-коммандер Малкольм Росс, США; - Лейтенант-коммандер Мортон Л. Льюис (англ. Morton L. Lewis), США                                                 | |
| 1957        | Генерал Кертис Лемей, США | Нет награждений                                                      | Командир Джек Р. Хант, США | |
| 1958        | Генерал-майор Андре Тюрка, Франция | Нет награждений                                                      | | |
| 1959        | Капитан Джо Б. Джордан (англ. Joe B. Jordan), США | Нет награждений                                                      | Капитан Джозеф Киттингер, США | |
| 1960        | - Альберт Скотт Кроссфилд, США; - Капитан Джозеф Уокер, США; - Генерал-майор Роберт Майкл Уайт, США                                                   | Нет награждений                                                      | | |
| 1961        | Подполковник Уильям Р. Пейн, США | Жаклин Кокран, США                                                   | - Командир Малкольм Росс, США; - Лейтенант-коммандер Виктор Пратер, США (посмертно)                                                                          | |
| 1962        | Генерал-майор Фицхью Л. Фултон-младший, США | Нет награждений                                                      | Миссис Нини Бусман (англ. Nini Boesman), Нидерланды (впоследствии отменено)                                                                                  | |
| 1963        | Генерал-майор Лерой Гордон Купер, США | Бетти Миллер, США                                                    | Нет награждений | |
| 1964        | Макс Конрад, США | Джоан Мерриам Смит, США (посмертно)                                  | Нет награждений | |
| 1965        | - Командир Джеймс Артур Ловелл младший; - Подполковник Фрэнк Борман; - капитан Уолтер Марти Ширра; - Генерал-майор Томас Пэттен Стаффорд (все из США) | Нет награждений                                                      | | |
| 1966        | - Командир Джеймс Артур Ловелл младший; - Генерал-майор Базз Олдрин; - Генерал-майор Эдвард Хиггинс Уайт (все из США)                                 | Шейла Скотт, Великобритания                                          | Нет награждений | |
| 1967        | Майор Уильям Джон Найт, США | Нет награждений                                                      | | Астронавты |
| 1968        | Генерал-майор Джеральд Джентри, США | Нет награждений                                                      | | - Полковник Фрэнк Борман; - Капитан Джеймс Артур Ловелл; - Подполковник Уильям Андерс (все из США) |
| 1969        | - Командир эскадрильи Томас Леки-Томпсон, Великобритания - Командир эскадрильи Грэм Уильямс, Великобритания                                           | - Тури Видероэ, Норвегия                                             | Нет награждений | - Нил Армстронг - Базз Олдрин - Майкл Коллинз |
| 1970        | - Брайан Трубшоу, Великобритания; - Майор Андре Тюрка, Франция                                                                                        | Шейла Скотт, Великобритания                                          | Нет награждений | |
| 1971        | - Подполковник Томас Б. Эстес, США; - Подполковник Дьюэйн К. Вик, США                                                                                 | Джеральдина Кобб, США                                                | Нет награждений | |
| 1972        | - Подполковник Эдгар Л. Эллисон, США | Нет награждений                                                      | Нет награждений | |
| 1973        | Полковник Эдвард Дж. Нэш, США | Нет награждений                                                      | - Малкольм Стивенсон Форбс, старший, США | - Капитан Чарльз Пит Конрад, младший (США) - капитан Пол Джозеф Вейтц (США) - капитан Джозеф Питер Кервин (США) |
| 1974        | |                                                                      | | |
| 1975        | Подполковник Herbert M. Fix, США | - Марион Райс Харт, США                                              | | |
| 1976        | Нет награждений | Нет награждений                                                      | | |
| 1977        | Нет награждений | Нет награждений                                                      | | |
| 1978        | Нет награждений | Нет награждений                                                      | | |
| 1979        | - Брайан Аллен, США | Нет награждений                                                      | | |
| 1980        | - Лейтенант Джон Курьер, USCG | Нет награждений                                                      | | |
| 1981        | - Джерри Фостер, США | - Дженис Браун (англ. Janice Lee Brown, США                          | | - Джон Янг - Капитан Роберт Лорел Криппен (США) - Полковник Джо Генри Энгл (США) - Капитан Ричард Харрисон Трули (США) |
| 1982        | - Дормон Кэннон (англ. Dormon Cannon), США | Нет награждений                                                      | | |
| 1983        | Нет награждений | - Доктор Салли Райд, США                                             | | |
| 1984        | - Сенатор Барри Моррис Голдуотер | - Брук Кнапп, США                                                    | | |
| 1985        | Нет награждений | Нет награждений                                                      | | |
| 1986        | - Главный прапорщик Джон Иземингер (англ. Jon Iseminger), США                                                                                         | - Джина Йигер, США                                                   | | |
| 1987        | - Аллен Полсон, США | - Лоис Маккаллин, США                                                | | |
| 1988        | - Канеллос Канеллопулос, Греция | - Энн Баддур (англ. Anne Baddour), США                               | - Пер Линдстренд | |
| 1989        | - Капитан Джордж А. Хоф младший, США - Доктор Макс Э. Шок, США                                                                                        | - Габи Кеннард, Австралия                                            | | |
| 1990        | Нет награждений | Нет награждений                                                      | | - Владимир Георгиевич Титов, Россия - Муса Хираманович Манаров, Россия |
| 1991        | Нет награждений | Нет награждений                                                      | | |
| 1992        | Нет награждений | Нет награждений                                                      | | |
| 1993        | | Нет награждений                                                      | | - Вэнс Бранд, США |
| 1994        | Нет награждений | Нет награждений                                                      | | |
| 1995        | Нет награждений | - Айлин Мари Коллинз, США                                            | | |
| 1998        | | Нет награждений                                                      | - Стив Фоссетт | |
| 1999        | - Дон Камерон |                                                                      | - Бертран Пиккар, Швейцария, - Брайан Джонс, Великобритания                                                                                                  | |
| 2000        | | Нет награждений                                                      | - Дэвид Гемплеман-Адамс | |
| 2001        | | - Дженнифер Мюррей, Великобритания (США)                             | - Ричард Абруззо | |
| 2002        | | Нет награждений                                                      | - Стив Фоссетт | |
| 2003        | | Нет награждений                                                      | - Ричард Абруззо | |
| 2004        | | Нет награждений                                                      | - Дэвид Гемплеман-Адамс | |
| 2005        | | Нет награждений                                                      | - Кэрол Раймер Дэвис - Ричард Абруззо | |
| 2006        | | Нет награждений                                                      | Нет награждений | |
| 2007        | | Нет награждений                                                      | - Дэвид Гемплеман-Адамс | |
| 2008        | |                                                                      | Нет награждений | |
| 2009        | |                                                                      | Нет награждений | |
| 2010        | |                                                                      | Нет награждений | |
| 2011        | |                                                                      | - Джон Петрен (англ. John Petrehn) | |
| 2012        | |                                                                      | Нет награждений | |
| 2013        | |                                                                      | Нет награждений | |
| 2014        | |                                                                      | Нет награждений | |
| 2015        | |                                                                      | - Трой Брэдли - Леонид Тюхтяев | |
| 2016        | |                                                                      | Нет награждений | |
| 2017        | |                                                                      | Нет награждений | |
| 2018        | |                                                                      | - Николас Тише и Лоран Скибоз (Фрайбургская команда по вызову Фрайбурга)                                                                                     | |
| 2019        | |                                                                      | Нет награждений | |
| 2020        | |                                                                      | Нет награждений | |
| Год         | Авиатор | Лётчица                                                              | Воздухоплаватель | Космонавт |